# Dero malayana
Dero malayana är en ringmaskart som först beskrevs av Knud Hensch Stephensen 1931.  Dero malayana ingår i släktet Dero och familjen glattmaskar. Inga underarter finns listade i Catalogue of Life.